# Circuito analogico
Un circuito analogico (o anche rete analogica) è un circuito con un segnale continuo, che può quindi assumere qualsiasi valore su una data regione. Si contrappone al circuito digitale, il cui segnale è invece discreto.

## Utilizzi
Trattandosi di circuiti che operano su segnali continui, si possono utilizzare per trasmettere impulsi che richiedono una elevata fedeltà, come per esempio un amplificatore acustico.
Circuiti analogici vengono utilizzati anche nella costruzione di computer, ma i loro segnali devono essere convertiti in digitali, in quanto questi sono gli unici in grado di essere gestiti dagli elaboratori.